# 小鷹ナヲ
小鷹 ナヲ（こだか ナヲ、5月12日 - ）は、日本の漫画家。埼玉県出身。血液型はA型。

## 来歴
ゲームクリエイターとして活動。その後、2004年に『なかよしラブリー』（講談社）秋の号に掲載された『こももレスキュー』でデビューを果たす。
2005年、『なかよし』（同）とディズニーのコラボレートによる『Disney’sきらら☆プリンセス』を『なかよし』4月号より連載開始。2008年、セガのアーケードゲーム「Disney マジカルダンス オン ドリームステージ」のコミカライズ『Disney's マジカルダンス!!』の連載を『なかよし』4月号より開始。
2009年、『なかよし』12月号より『初恋ランチボックス』の連載を開始。

## 作品リスト

### 連載
- Disney’sきらら☆プリンセス（原作：田中利花、『なかよし』2005年4月号[1] - 2006年7月号[4]→『なかよしラブリー』2006年夏の号[5] - 2007年冬の号[6]）
- Disney's マジカルダンス!!（『なかよし』2008年4月号[2] - 、2009年5月号[7]）
- 初恋ランチボックス（企画協力・レシピ：SHIORI、『なかよし』2009年12月号[3] - 2010年12月号[8]）

### 読み切り
- こももレスキュー（『なかよしラブリー』2004年秋の号[1]）
- 動く人形（『地獄少女 閻魔あいセレクション 激こわストーリー』収録、2007年[9]）
- ずっといっしょ（『地獄少女 閻魔あいセレクション 激こわストーリー 毒』収録、2010年[10]）

### 書籍
- 『Disney’sきらら☆プリンセス』原作：田中利花、講談社〈講談社コミックスなかよし〉、2005年[1] - 2008年[6]、全5巻
- 『Disney's マジカルダンス!!』講談社〈KCデラックス〉、2008年[2] - 2009年[7]、全2巻
- 『プリンセスと魔法のキス コミックス』講談社〈講談社MOOK〉、2010年[11]
- 『初恋ランチボックス』企画協力・レシピ：SHIORI、講談社〈プレミアムKC（第1巻のみ）、講談社コミックスなかよし〉、2010年[12][13][14]、全3巻

### イラスト
- 『今夜は眠れない』著：宮部みゆき、講談社〈青い鳥文庫〉、2006年3月16日発売[15]
- 『かまいたち』著：宮部みゆき、講談社〈青い鳥文庫〉、2007年3月17日発売[16]
- 『小説 きらら☆プリンセス』ストーリー：田中利花、講談社〈ディズニー文庫〉、2008年[17] - 2009年[18]、全2巻
- 『ディズニーマジカルぬりえブック』監修：ディズニー、講談社〈講談社の絵本〉、2009年[19][20]、全2巻
- アイカツ!シリーズ（『ぷっちぐみ』2013年11月号 - 2016年4月号）

### その他
- ぬり絵コーナー（『ぷっちぐみ2013年6月号増刊おえかきぐみ』[21]） - イラスト掲載[21]